# Dicranomyia penrissenensis
Dicranomyia penrissenensis är en tvåvingeart som beskrevs av Edwards 1926. Dicranomyia penrissenensis ingår i släktet Dicranomyia och familjen småharkrankar. Inga underarter finns listade i Catalogue of Life.